# 朝鮮民主主義人民共和国平和博物館
朝鮮民主主義人民共和国平和博物館（ちょうせんみんしゅしゅぎじんみんきょうわこくへいわはくぶつかん、朝鮮語: 조선민주주의인민공화국 평화박물관）は、朝鮮民主主義人民共和国（北朝鮮）開城特別市板門区域板門店里に位置する博物館。
開城駅から東へ約10㎞、共同警備区域から西へ約1㎞のアジアハイウェイ1号線沿いにある。
1953年7月27日、この場所で朝鮮戦争休戦協定への署名が行われた。

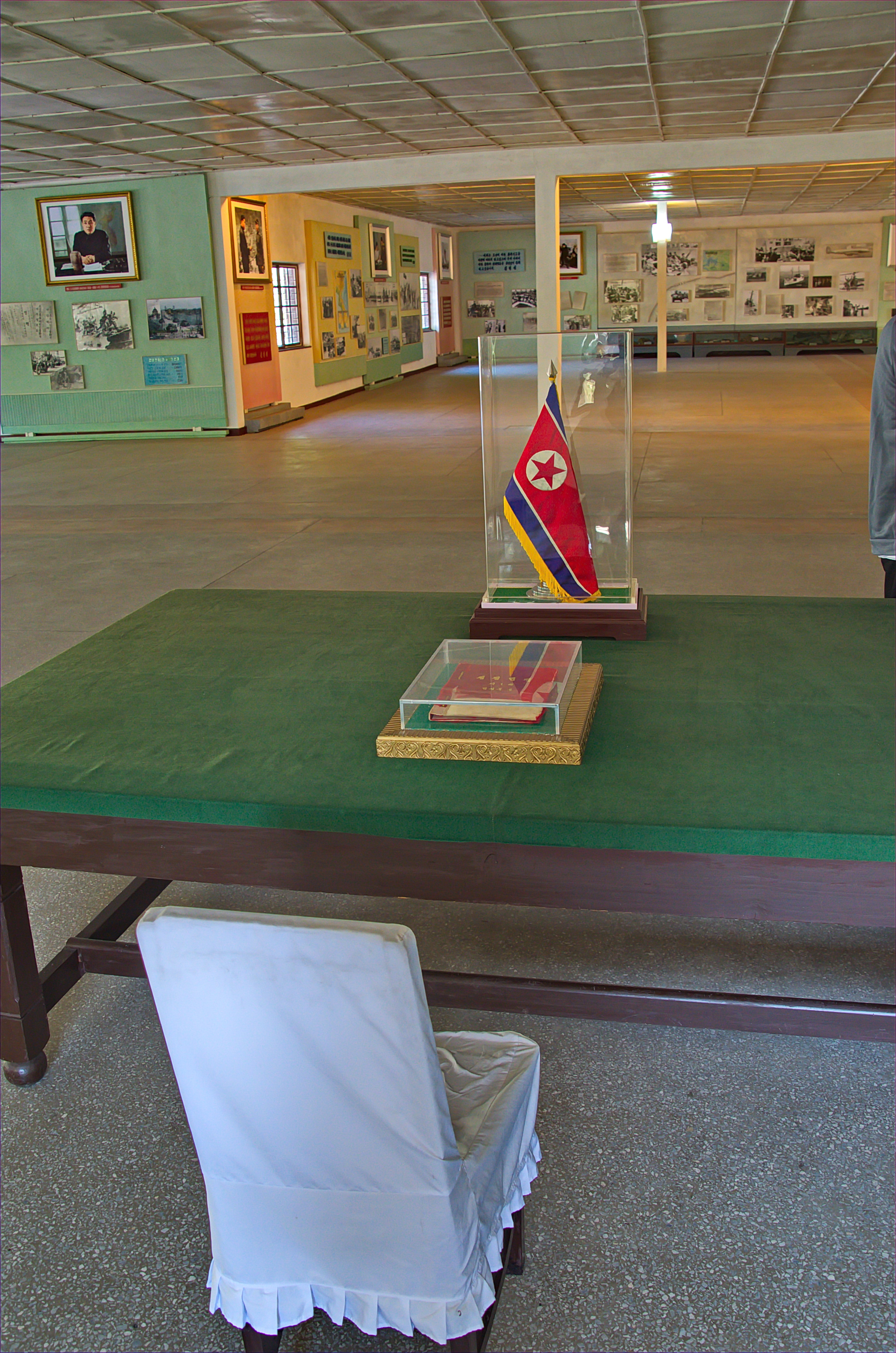
2015年10月。
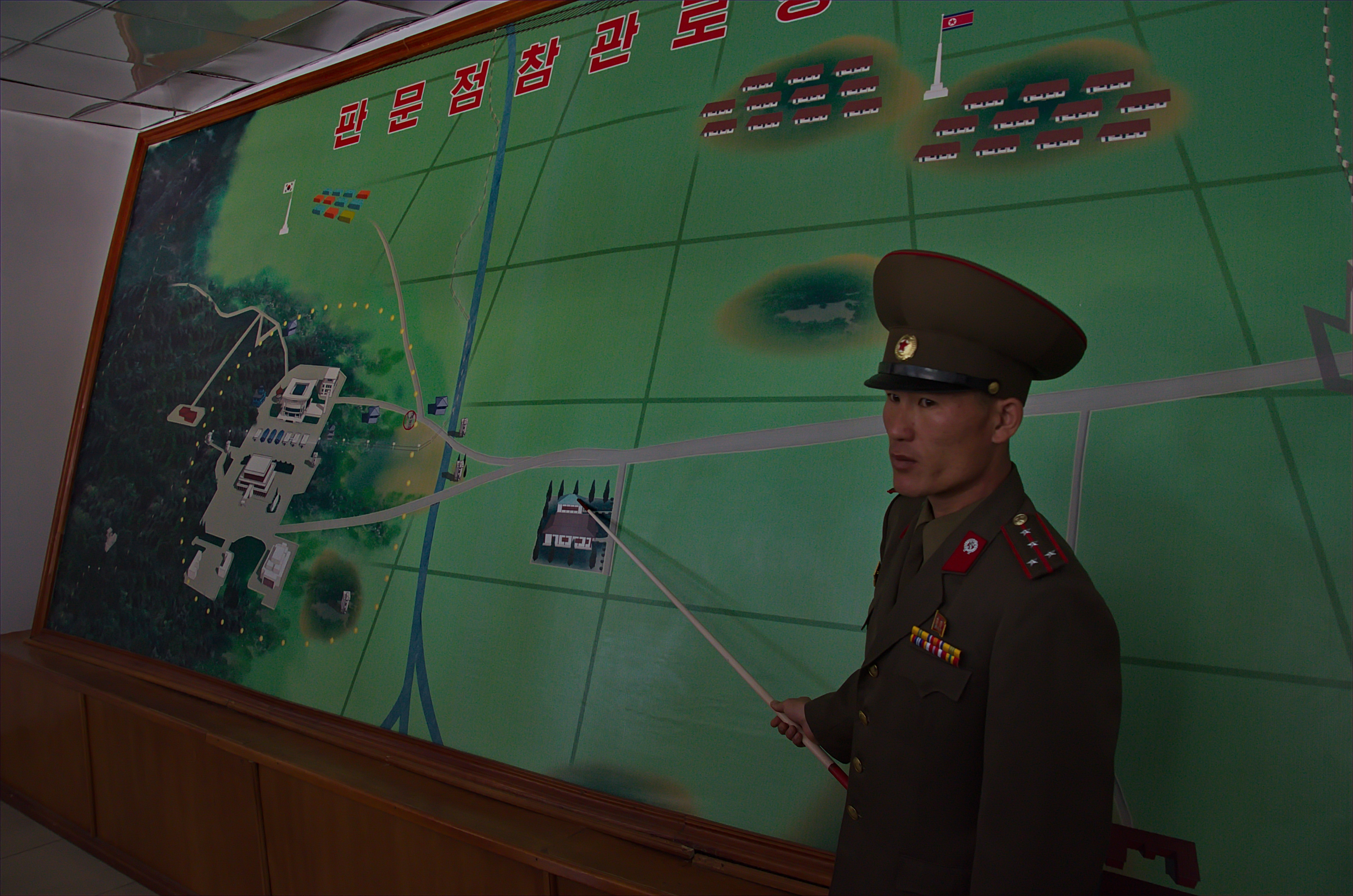
2015年10月。
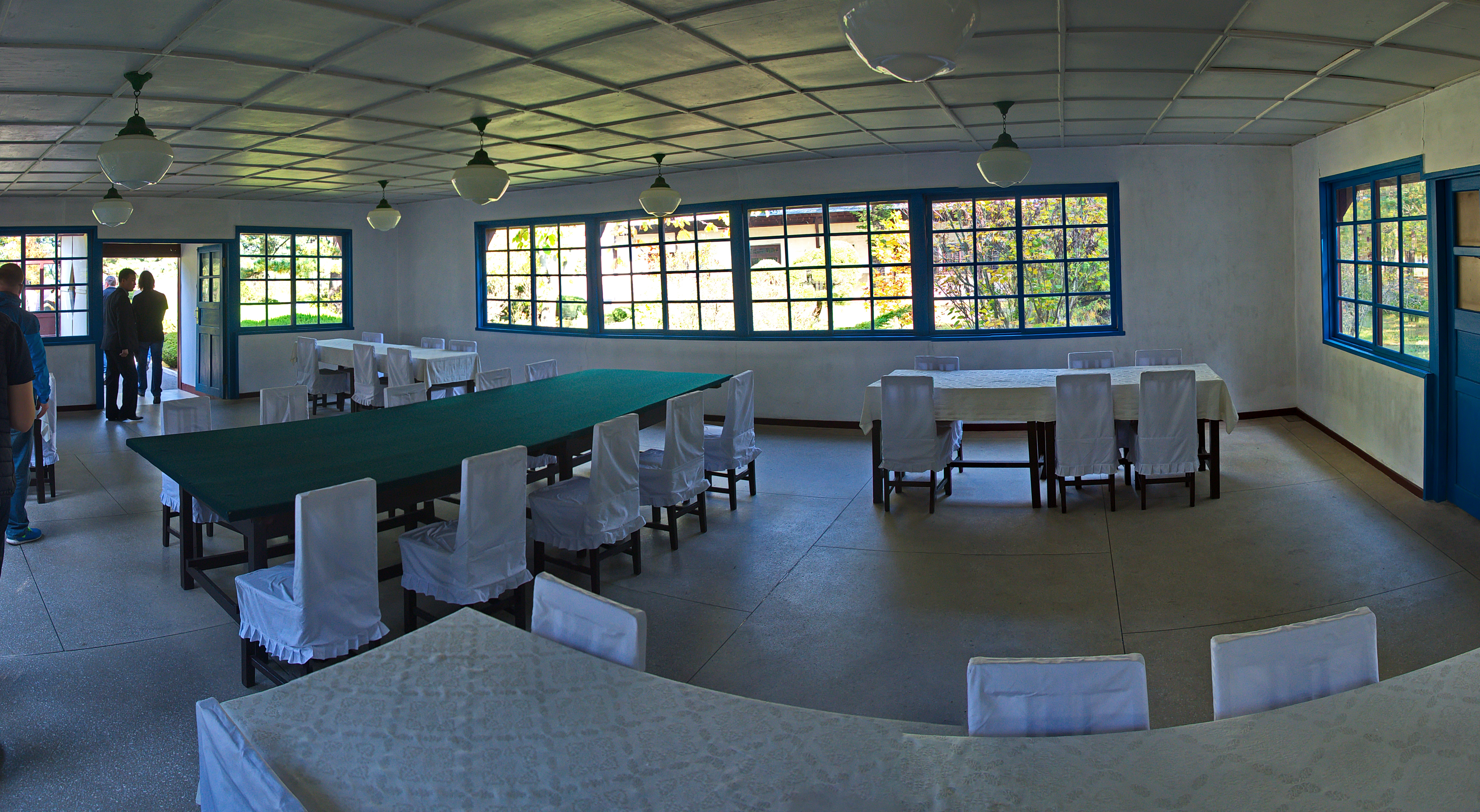
2015年10月。
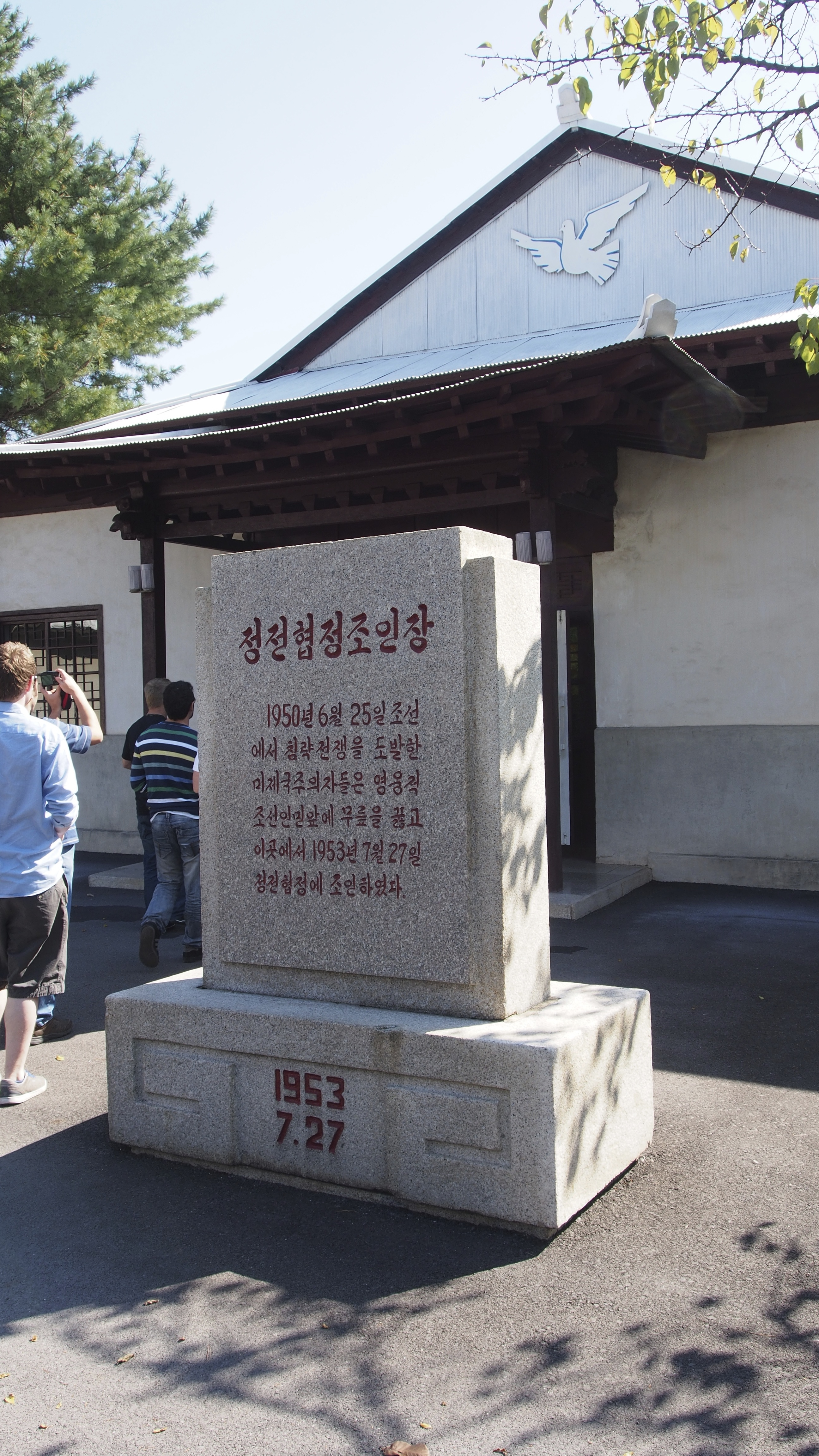
1953年7月27日に朝鮮戦争休戦協定調印の会場となったことを説明する石碑。2013年10月。